# هوموپیپرامول
هوموپیپرامول(به انگلیسی: Homopipramol) یک داروی ضدافسردگی سه‌حلقه ای و ضد روان‌پریشی است که هرگز به بازار عرضه نشد.